# يو إف سي ليلة القتال: ماغني ضد بونزينيبيو
يو إف سي ليلة القتال: ماغني ضد بونزينيبيو (بالإنجليزية: UFC Fight Night: Magny vs. Ponzinibbio)‏ هو حدث لفنون القتال المختلطة نظمته يو إف سي، أُقيم في 17 نوفمبر 2018، على ملعب ماري تيران دي فايس في بوينس آيرس، الأرجنتين.